# Christian Welschen
Christian Welschen (1956) è un ex sciatore alpino svizzero.

## Biografia
Sciatore polivalente, ai Campionati svizzeri Welschen vinse la medaglia d'oro nella combinata nel 1980; gareggiò in Coppa del Mondo almeno fino al 1980, senza ottenere risultati di rilievo. Non prese parte a rassegne olimpiche né ottenne piazzamenti ai Campionati mondiali.

## Palmarès

### Campionati svizzeri
- 1 medaglia[senza fonte] (dati parziali fino alla stagione 1979-1980):
  - 1 oro (combinata nel 1980)[senza fonte]